# David MacEachern
David MacEachern, född den 4 november 1967 i Charlottetown, Kanada, är en kanadensisk bobåkare.
Han tog OS-guld i herrarnas tvåmanna i samband med de olympiska bobtävlingarna 1998 i Nagano.